# Военно-морские силы Казахстана
Военно-морские силы Республики Казахстан (каз. Қазақстан Республикасы әскери-теңіз күштері) — вид вооружённых сил Республики Казахстан.
2 апреля 1993 г. президент Казахстана Нурсултан Назарбаев подписал указ «О создании Военно-морских сил Республики Казахстан». В отдельный вид вооружённых сил ВМС были выделены указом Президента РК от 7 мая 2003 года № 1085.

## История
Военно-морской флаг страны был впервые поднят 17 августа 1996 года. 
17 ноября 1997 года ВМС были переданы в состав морских частей пограничной службы («сил охраны государственной границы») Комитета национальной безопасности Казахстана.
В 1999 году из Турции был получен один патрульный катер типа AB-25 «Тюрк» «Актобе». Списан.
В 2001 году из Турции был получен ещё один патрульный катер AB-25 «Тюрк» постройки 1970 года — «Найзагай», который сгорел в том же году по неосторожности личного состава.
17 февраля 2003 г. министр обороны Казахстана М. Алтынбаев заявил о необходимости «обеспечить безопасность нефтеносных районов на Каспии».
В 2006 году из Южной Кореи были получены три артиллерийских катера — «Шапшаң», «Батыр» и «Ізет» типа «Чамсури» (Sea Dolphin), но ввиду технического состояния не несли фактически боевую службу. Все катера в 2014 году списаны.
В 2008 году получено из Астрахани гидрографическое судно «Жайык». Планировалась покупка 6 ракетно-артиллерийских кораблей проекта 21632 «Торнадо». Сделка не состоялась.
В 2009 году ВМС были переданы пять маяков, расположенных в казахстанском секторе Каспийского моря и гидрографическое судно.
В 2010 году АО «Уральский завод „Зенит“» получил заказ от Минобороны РК на постройку малого ракетно-артиллерийского корабля.
25 апреля 2012 года корабль «Казахстан» был спущен на воду.
Весной 2012 года был проведён первый призыв в ВМС РК.

## Современное состояние

### Структура и состав ВМС РК
Структура ВМС определена Указом Президента Республики Казахстан и включает в себя:
- органы военного управления
- рода войск
- специальные войска
- тыл
- военно-учебные заведения

В состав ВМС входят морская пехота (390-я отдельная гвардейская бригада морской пехоты), береговая артиллерия и Каспийская флотилия. Главная база ВМС — морской порт Актау.
К военно-учебным заведениям относился Актауский военно-морской институт, который готовил специалистов по трём специальностям: «штурман», «электрики-дизелисты», «радиотехническое вооружение и связь». Институт был закрыт в 2011 году.

### Задачи ВМС РК
Основные задачи Военно-морских сил Казахстана:
- Защита неприкосновенности государственной границы, территориальной целостности, суверенитета и экономических интересов Республики Казахстан в казахстанском секторе Каспийского моря.
- Отражение нападения и нанесение поражения агрессору, участие в локализации и пресечении вооруженных конфликтов.
- Охрана и оборона водных районов, включая портовые зоны, а также платформы и искусственные острова с размещенными на них объектами нефтегазодобычи.
- Ведение противоподводно-диверсионной обороны.
- Обеспечение с моря действий Сухопутных войск, обеспечение высадки морского десанта, перевозки войск и материальных средств, траление морских мин.
- Ведение разведывательных действий, включая радиолокационное наблюдение в море в интересах ПВО страны.
- Выполнение с военно-морскими силами прикаспийских государств задач по совместной обороне в соответствии с международными договорами.
- Проводка нефтеналивных судов (танкеров) и других гражданских судов.
- Навигационно-гидрографическое обеспечение безопасности мореплавания.
- Осуществление поисково-спасательных работ на море во взаимодействии с Министерством по чрезвычайным ситуациям Республики Казахстан.
- Отработка учебно-боевых задач совместно с соединениями и частями Вооруженных Сил, других войск и воинских формирований Республики Казахстан.
- Подготовка военно-морских специалистов на базе Военно-Морского института МО РК.
- Оказание помощи государственным органам Республики Казахстан при осуществлении ими природоохранных и контрольных функций, а также при ликвидации последствий экологических бедствий и катастроф на море.

## Техника и вооружение
| Фото                                       | Наименование                               | Тип                                                     | Производство                               | Количество                                 | Примечания |
| Ракетно-артиллерийские и патрульные катера | Ракетно-артиллерийские и патрульные катера | Ракетно-артиллерийские и патрульные катера              | Ракетно-артиллерийские и патрульные катера | Ракетно-артиллерийские и патрульные катера | Ракетно-артиллерийские и патрульные катера |
| ------------------------------------------ | ------------------------------------------ | ------------------------------------------------------- | ------------------------------------------ | ------------------------------------------ | --- |
|                                            | «Қазақстан» «Орал» «Сарыарқа» «Манғыстау»  | Ракетно-артиллерийские катера «Барс-МО» /проект «0250»/ | Казахстан                                  | 4                                          | Суда построены на заводе «Зенит» г. Уральск. № 250 «Қазақстан» (04.2012. Вооружение: 40-ствольная 122-мм РСЗО А-215 Град-М, арт установки — 2М-3М и ЗУ-23-2); № 251 «Орал» (30.04.2013 / 01.12.2013. Вооружение: 30-мм АУ АК-306, ЗРС «Арбалет-К», ПТРК «Барьер-ВК») № 252 «Сарыарқа» (07.05.2014 / 22.01.2015. Вооружение: 30-мм АУ АК-306, ЗРС «Арбалет-К», ПТРК «Барьер-ВК») № 253 «Манғыстау» (20.04.2017/ 21.12.2017)                                               |
| Вспомогательные суда                       |                                            |                                                         |                                            |                                            | |
|                                            | «Жайық»                                    | Гидрографическое судно проекта 01340Г                   | Россия                                     | 1                                          | Построен на ООО «Астраханская судостроительная верфь». Вступление в строй 19.05.2008 (ГС-128) Заводской № 128, |
|                                            | «Алатау»                                   | Рейдовый тральщик (пр.10750Э)                           | Россия                                     | 1                                          | Построен на ОАО «Средне-Невский судостроительный завод». Заказан в 2013 году. Закладка 31 июля 2014 года. Спуск на воду 30.10.2015 г. Поставка планируется в 2016 г. по контракту передача планировалась на 3-й квартал 2015 года — задержка на год. 30 марта 2017 года состоялась официальная церемония передачи рейдового тральщика «Алатау» проекта 10750Э ВМС Республики Казахстан. 1 июня 2017 года в Актау на корабле был торжественно поднят военно-морской флаг. |
|                                            | «Булан»                                    | Судно обеспечения проект 0310                           | Казахстан                                  | 0+1                                        | строится на заводе АО "Зенит" |
|                                            | «Табиғат»                                  | Гидрографическое судно проекта 2153                     | Россия                                     | 1                                          | Бывшее экологическое судно. впервые показан 18.08.2023 г. |
| Боевые катера                              |                                            |                                                         |                                            |                                            | |
|                                            | «Лашын»                                    | Противодиверсионный катер                               | Казахстан                                  | 1                                          | Б/Н 101, Судно построено на заводе «Зенит» г. Уральск. Спецсудно предназначено для борьбы с противодиверсионными силами, а также для защиты портов, причалов и нефтяных платформ. Спуск на воду 12 июня 2016 г. Поднятие флага 17 августа 2017 года |
|                                            | «Кайсар»                                   | Противодиверсионный катер проект БК-16Э                 | Россия                                     | 1                                          | Б/Н 102, Рыбинская верфь, принят в -.08.2023 г. |
|                                            | "Шапшаң"                                   | Противодиверсионный катер                               | Казахстан                                  | 1                                          | Б/Н 103, ТОО "Судовое Оборудование и Сервис" , спуск - 24.10.2024 г. |